# Biskopskulla församling
Biskopskulla församling var en församling i Uppsala stift och i Enköpings kommun i Uppsala län. Församlingen uppgick 2010 i Lagunda församling.

## Administrativ historik
Församlingen har medeltida ursprung. 
Församlingen utgjorde under medeltiden ett eget pastorat för att därefter till 1946 vara moderförsamling i pastoratet Biskopskulla och Fröslunda. Från 1946 till 1962 var församlingen annexförsamling i pastoratet Långtora, Härkeberga och Biskopskulla. Från 1962 till 1983 var den annexförsamling i pastoratet Långtora, Biskopskulla och Nysätra, från 1983 till 2010 annexförsamling i Gryta pastorat. Församlingen uppgick 2010 i Lagunda församling.

## Kyrkor
- Biskopskulla kyrka